# パスパルトゥー:アーティストの描いた夢
『パスパルトゥー：アーティストの描いた夢』（パスパルトゥー アーティストのえがいたゆめ、原題：Passpartout: The Starving Artist）は、スウェーデンのインディーゲームスタジオFlamebait Gamesが開発し2017年6月6日に発売したゲームソフト。

## 概要
成功を夢見て自作の絵画を売り続けるフランスの画家・パスパルトゥーが専門家の目に留まり身を立てていく様を描く作品。プレイヤーはパスパルトゥーとなってゲーム内で実際に絵を描き、完成した作品を来客に販売することで物語が進行する。作中に登場する人物や背景は人形劇のような体裁がとられ、場面転換時に幕が閉じる演出もある。
本作はFlamebait Gamesが手掛ける初の作品として2015年12月にプロトタイプ版が制作された。「パスパルトゥー」という名称は、アメリカ映画『80デイズ』におけるジャッキー・チェンの役名に由来している。
2023年4月4日（日本時間では4月5日）には、続編となる『パスパルトゥー2:あるアーティストのキセキ（英題：Passpartout 2: The Lost Artist）』が発売された。

## システム
前述の通り、本作は絵を描くことと絵を販売することが主要システムとなっている。
所定位置にあるイーゼルをタップ（またはクリック）することで描画を開始する。絵を描く長方形のキャンバスは縦置きと横置きが選択可能。一般的なペイントソフトと同様に使用色を選んで描画を行い、設定で筆の太さ（描画範囲の広さ）を変更できる。描画に用いる道具は初めから所持している筆のほか、色を霧状に吹き付けるスプレー、および直線・曲線をきれいに描くことに適したペンが物語の進行に応じて追加される。一方、ペイントソフトで基本的に実装されている消しゴム機能やアンドゥ、リドゥ機能などは本作にはない。完成した絵は展示スペースに複数陳列でき、購入客を待つことになる。
パスパルトゥーのもとを訪れる客にはそれぞれ絵の好みがある。使用されている色の種類やバランス、描画が緻密かミニマル風かなどが基準となり、好みに合えば販売の段階に移る。客が提示する金額（数回変更可能）に納得できれば交渉成立で代金を入手し、納得できずキャンセルした場合や制限時間切れの場合は交渉不成立となる。なお、以前に販売した絵と類似した絵を陳列した場合は客からそのことを指摘され購入に至らない。
一定時間経過ごとにパスパルトゥー宛ての請求書が届き、所持金から一定額が差し引かれる。所持金が足りず支払えない状況に陥った場合はゲームオーバーとなる。
本作の物語は、第1幕から第3幕までの3部構成になっている。特定の客の購入状況により以降の部の物語が分岐し、舞台となる場所や登場する客の種類が変化する。タイトル画面から選択できる「エンドレスモード」では、プレイ済みの舞台を選択しゲームオーバーのない状態でプレイし続けることができる。

## 受賞・ノミネート
- Sweden Game Conference 2016 「Rookie of the Year」受賞（Flamebait Gamesとしての受賞）[13]
- Indie Prize Berlin 2017 ノミネート[14]
- 2018 Nordic Game（英語版） Awards 「2018 Best Fun for Everyone」受賞、「2018 Best Debut」ノミネート[15]